# Островът на съкровищата
„Островът на съкровищата“ (на английски: Treasure Island) е роман на шотландския писател Робърт Луис Стивънсън, издаден за първи път през 1883 г. в един том. Преди това е публикуван на части в списание за деца с оригинално заглавие „Корабният готвач или Островът на съкровищата“.
Творбата представлява приключенска история, първоначално предназначена само за деца, но в наши дни ориентирана и към подрастващите читатели. Сюжетът се върти около премеждията на Джим Хокинс, който открива карта на заровено пиратско съкровище. Тя отвежда младежа на опасно приключение, в което пиратска шайка и група авантюристи се опитват да се доберат до скритото имане, заровено на екзотичен остров. В много отношения романът притежава и образователна линия, защото се занимава с развитието и израстването на главния персонаж, и може да се причисли към така наречените „билдунгсромани“.
Произведението на Стивънсън е една от най-често драматизираните творби: филмирано, правено на сериал и дори на пантомима. Само BBC е продуцирала поне три телевизионни адаптации. Една от адаптациите по романа е анимационният филм „Планетата на съкровищата“ на Дисни; както заглавието подсказва, действието се измества в космическото пространство. Книгата е адаптирана във футуристичен пълнометражен анимационен филм и от българския режисьор-аниматор Румен Петков.

## Сюжет
Внимание:  Текстът по-долу разкрива сюжета на произведението (или части от него)!

### Първа част: Старият пират
Морският капитан Били Боунс отсяда в селската странноприемница „Адмирал Бенбоу“, разположена в близост до Бристъл. Новодошлият е потаен и подозрителен към всеки новодошъл и започва да плаща на Джим Хокинс – сина на съдържателя, за да си отваря очите за моряк с един крак. Старецът остава за дълго в странноприемницата, печелейки сред местното население славата на пияница и грубиян. Един ден Боунс е посетен от стар свой приятел с прякор Черното куче. Между двамата избухва свада. Черното куче побягва, а Капитанът получава удар. Старият моряк пренебрегва съвета на местния лекар д-р Ливси да спре алкохола и скоро състоянието му се влошава значително. Усещайки своя неизбежен край, той споделя на Хокинс, че е преследван от екипажа на Флинт, който иска морския му сандък.
През един мъглив ден сляп просяк на име Пю дава на морския вълк „черния знак“ – късче хартия, почернено от едната страна, което го предупреждава, че хората на Флинт ще навестят стареца в десет часа. Веднага щом получава лошата вест, Боунс пада мъртъв на пода. Хокинс и майка му остават в странноприемницата, за да вземат дължимото от сандъка на покойника, като преди това са търсили помощ в селото. Главорезите пристигат и двамата напускат хана, скривайки се под един мост. Хората на Флинт, водени от Пю, опустошават мястото, но не намират книжата на капитана, взети от Хокинс. Вбесеният слепец заповядва да бъде намерено момчето. Прозвучава сигнал и мародерите се разотиват, оставяйки Пю, който намира смъртта си под копитата на спасителния отряд от селото. Хокинс е откаран при скуайър Трелони и доктор Ливси, за да им покаже книжата. Тримата разглеждат бележките на Флинт, пълни със сметки от печалбите, донесени от грабежи на села и кораби. От плика изпада карта на острова, където е заровено съкровището на Флинт, натрупано от неговите набези. Скуайър Трелони възторжено предлага веднага да се подготвят за пътуване.

### Втора част: Корабният готвач
Хокинс остава няколко седмици в имението на скуайъра, докато Трелони уреди подготовката по пътуването в Бристъл. Един ден пристига писмо, в което скуайърът оповестява, че се е сдобил с шхуна на име „Испаньола“ и нужния екипаж, сред който и корабния готвач Джон Силвър. Хокинс заминава за Бристъл незабавно с пощенската кола. Веднага след пристигането си момчето е пратено от Трелони в кръчмата „Далекогледа“, държана от Силвър, за да даде бележка на готвача. В заведението Джим заварва Черното куче, който се измъква бързо, преди съдържателят да прати хора да хванат беглеца. Силвър е възмутен, че такива разбойници посещават мястото му.
Преди корабът да потегли, капитанът прави съвещание, в което изразява недоволството си, че всички, освен него, знаят за целта на пътуването, а именно заровеното съкровище. Също така капитан Смолет изпитва притеснение към екипажа, който подозира, че може да подбуди бунт на шхуната. Въпреки опасенията „Испаньола“ потегля. По време на пътуването мистериозно изчезва помощник-капитанът Ероу. Малко пред корабът да достигне своя цел, Хокинс, скрит в полупразна бъчва с ябълки, чува разговор между Силвър и няколко души от екипажа. Подмолният готвач се разкрива като жесток пират от бившата шайката на Флинт, повечето от членовете на която са на палубата на „Испаньола“. Главорезите се готвят да вдигнат бунт в подходящия случай и да се доберат до съкровището. Точно преди Хокинс да бъде разкрит, някой изкрещява, че приближават земя. Момчето незабавно уведомява доктор Ливси, че иска да свикат събрание, в което има да им каже нещо. Капитан Смолет, скуайърът и Ливси се оттеглят на заслужено празнуване в каютата. След малко Джим е извикан. Момчето накратко разказва всичко, чуто от Силвър. Мъжете в каютата уточняват, че е възможно да се разчита едва на седем души от екипажа, а към останалите дванайсет е нужно да се прояви търпение и предпазливост. Докторът съветва Джим да действа като шпионин сред моряците.
- Джим Хокинс и Морския вълк
- Били Боунс и Черното куче
- Хокинс, д-р Ливси и скуайър Трелони
- Хокинс и Дългия Джон Силвър
- Хокинс скрит в бъчвата с ябълки, докато Силвър разговаря с пиратите

### Трета част: Моите приключения на брега
След откриването на острова сред екипажа на кораба се появява напрежение, което започва да загатва за предстоящ бунт. Капитан Смолет прави повторно тайно съвещание, в което предлага да позволят на главорезите да слязат на брега, а малкото честни мъже на палубата да избягат с кораба. Планът се проваля, след като Силвър оставя на „Испаньола“ повече свои моряци отколкото свитата на капитана. Хокинс решава да действа и се качва в лодките заедно със Силвър. Преди да се доберат до брега, момчето скача от плавателния съд и се скрива в гъстата растителност на острова. Навлиза навътре в гората и се спира на едно блато. Известно време оглежда острова. Чува приближаване на хора и се скрива зад един дъб. Вижда Силвър да разговаря оживено заедно с още един мъж от екипажа на име Том. Хокинс се промушва по-напред, за да чуе разговора им. Силвър убеждава моряка да се присъедини към групата му. Изведнъж се разнася смъртен крясък из острова. Пиратският главатар казва, че това е Алън. Том отказва да се присъедини към пиратите дори с цената на живота си. Когато мъжът се обръща, за да си тръгне, Силвър хвърля патерицата по него. Уцелва го в гърба и Том пада. Главорезът довършва жертвата си с нож. Хокинс припада за кратко от видяното и, след като се свестява, побягва навътре в гората. Неочаквано из дърветата се промъква странно същество. Постепенно Хокинс разбира, че това е човек. Раздърпаният мъж пада на колене и се представя за Бен Гън – бивш пират, част от екипажа на Флинт, който бил изоставен от съратниците си, заради желанието си да намери съкровището на главатаря. Гън престоява три години на самотния остров, през които твърди, че е открил пиратското имане. Неочаквано прозвучава гърмеж на топ. Джим и Бен се затичват по посока на изстрела. Момчето забелязва в далечината да се вее английското знаме.

### Четвърта част: Оградата
Отново на борда на „Испаньола“. След като разбират, че не могат да отвлекат „Испаньола“, Ливси и Хантар взимат лодка и слизат на острова. Недалеч от брега, в гората, те намират укрепление, в което могат да се барикадират. Връщат се на палубата и заедно с останалите взимат на мушка шестимата хора на Силвър и започват да прехвърлят провизии и оръжия на лодките. Успяват да направят три успешни курса до острова и да приберат стоката зад оградата. При последния, четвърти курс, обаче нещата се усложняват. Приливът затруднява движението, а пиратите от острова се усещат. Лодката е потопена от гюле и авантюристите се добират до брега без провизии. Преди да се скрият в укреплението, мъжете се спречкват с част от главорезите и губят един от хората си. В постройката капитан Смолет разпъва английското знаме. Цяла вечер отцепниците са обстрелвани с гюлета от кораба, но попаденията са неточни.
През това време Хокинс се разделя с Бен Гън. В нощта той наблюдава действията на пиратите, после се промъква бавно към дървеното укрепление. Прескача оградата и е приет с охота от съмишлениците си, които са го мислели за мъртъв. Смолет разпределя задачи на всички. На сутринта Хокинс се буди от викове, че зад оградата е Силвър, който е дошъл да преговаря.
Капитан Смолет с неприязън се съгласява да изслуша злосторника. Силвър предлага да им дадат картата на съкровището и неговите хора ще ги пуснат живи. Смолет категорично отказва, смятайки, че неговите мъже имат възможности да се справят с пиратите и да ги предадат на закона. Еднокракият разбойник побеснява и си тръгва, заканвайки се, че ще ги нападнат след час. Авантюристите заемат бойните си места и се подготвят за атака. Не след дълго пасмината на Силвър напада. Честните англичани губят трима свои другари, докато враговете им се прощават с петима. По сметките на ранения Смолет стават четирима срещу девет.
- Карта на Острова на съкровищата
- Капитан Смолет, д-р Ливси, Трелони и други моряци
- Бен Гън
- Капитан Смолет и Силвър
- Пиратите нападат укреплението на острова

### Пета част: Моето приключение по море
Авантюристите се възстановяват след нападението. Хокинс, нетърпелив и жаден за действия, взима храна и оръжие и, издебвайки подходящия случай, напуска укреплението без никой да го забележи. Беглецът вижда как пиратите си устройват лагер на брега на острова. В прикритието на нощта Хокинс намира Бялата скала, където Бен Гън крие собственоръчно направената си лодка, ненадежден коракъл, и с нейна помощ Хокинс се добира до „Испаньола“. Едва прерязва корабното въже, ставайки свидетел на кървавата разпра в кабината между кормчията Израел Хандс и О'Брайън. След като момчето освобождава кораба, той се връща в лодката и се оставя на произвола на вълните.
На сутринта Хокинс се събужда невредим. Опитва се да гребе към брега на острова, но всяко негово движение застрашава да потопи коракъла. Недалеч от себе си момчето забелязва „Испаньола“, която видимо не е управлявана от никой. Измъчван от жажда, Хокинс се добира отново до кораба, който смачква и потапя лодката, миг преди момчето да се хване за бушприта на шхуната. Хокинс се качва на борда, където цари пълен безпорядък – раненият Хендз е мъртво пиян, а О'Брайън е убит от своя другар. Момчето сваля пиратското знаме и „превзема“ кораба. Оцелелият пират се съгласява да закара „Испаньола“ на северния бряг на острова, както иска неочакваният гост. Ранен сериозно, Хендз дава на Джим да управлява рула, като само го насочва. Улисан в управлението, Хокинс е нападнат от главореза, който тайно е скрил нож в пазвата си. Нападнатият опитва да се спаси, като се качва по вантите на стенгата, където има време да зареди пистолетите си. Хендз забива камата в рамото на момчето, което стреля и убива разбойника. Раната не е сериозна и момчето успява да я превърже.
Корабът акостира на брега и Хокинс слиза на острова. Под прикритието на нощта, той прескача оградата на укреплението. Въпреки опасенията си, той влиза вътре, където събужда лагера на противниците.

### Шеста част: Капитан Силвър
Пиратската група вътре в дървената постройка се състои от шестима души. Мъжете са водени от Силвър, но са видимо недоволни от досегашното му наставление. Някои от тях искат да убия Джим, който признава всичко сторено от него. Силвър се застъпва за момчето, с което още повече навлича гнева на останалите. Връчен му е черният знак – скъсан лист от страница на Библията, почернен със сажди. Еднокракият разбойник използва случая, за да покаже картата на Флинт, лично дадена му от отстъпилите англичани. Главорезите оставят своя главатар.
Сутринта лагерът е посетен от д-р Ливси, който преглежда пиратите. Той иска да разговаря настрани с Джим. Признава на Хокинс, че всички са невредими и нарочно са отстъпили укреплението на враговете си. В момента са се съюзили с Бен Гън и плануват да ударят разбойниците. Джим избира да остане с пиратите, за да предпази живота на Силвър. След срещата главорезите започват настървено да търсят съкровището. Особено ентусиазиран е Силвър, държащ вързан с въже Хокинс. Търсачите намират местонахождението му, изрично посочено от Флинт, но ужасени откриват, че някой е взел имането преди тях. Докато пиратите обвиняват своя главатар за неуспеха си, наоколо се разнася гласът на Флинт, имитиран от Бен Гън. От храстите се появяват Ливси, Гън и Грей, въоръжени с пушки. Пиратите се предават, а трима от тях избягват в джунглата. Силвър решава на сътрудничи на победителите и пленниците са отведени в пещерата, където Бен Гън е преместил съкровището, след като го е намерил преди два месеца. Златото е пренесено на борда на скритата „Испаньола“ и авантюристите отплават, оставяйки тримата бунтовници, заедно с част от запасите на брега на острова.
По време на пътуването Силвър успява да се измъкне с част от съкровището. „Испаньола“ достига Бристъл. Имането е поделено между оцелелите участници в пътешествието. Джим споделя, че огромна част от съкровището на Флинт още седи на острова.
- Израел Хендз и О'Брайън
- Хендз и Хокинс в смъртна схватка
- Бунтовническият съвет
- Джон Силвър и скелета на Алърдайс
- Хокинс и съкровището на Флинт

## Герои

### Положителни герои
- Джим Хокинс (Jim Hawkins) – момче в начална тийнейджърска възраст, главно действащо лице и разказвач на по-голяма част от историята. Син на съдържателите на странноприемницата „Адмирал Бенбоу“, разположена в близост до Бристъл, Англия. Хокинс е изпълнен с ентусиазъм към приключенията и опасностите. Изпитва желание да се покаже полезен пред другите, въпреки крехката си възраст. Понякога е буен и не винаги се вслушва в съветите на по-възрастните. Като цяло е страхлив, но успява да запази самообладание в кризисни ситуации. Момчето е изключително впечатлено от фигурата на Джон Силвър, дори когато се разкрива, че е разбойник. Изпитва симпатии и към другите авантюристи.
- Дейвид Ливси (David Livesey) – местен лекар и съдия, придружаващ Хокинс в пътуването. За кратко влиза в ролята на разказвач на част от историята. Ливси е възпитан мъж с приятни маниери и богат речник на изразяване. Спретнат и елегантен, носещ бяла напудрена перука. Изключително смел, запазващ самообладание и в най-напрегнатите ситуации. Има високо чувство за справедливост и не понася грубото държание. Джим изпитва уважение и респект към доктора, но той не оказва влияние върху момчето, както фигурата на Джон Силвър.
- Джон Трелони (John Trelawney) – местен скуайър, който ентусиазирано организира цялото пътуване към острова на съкровището. Той е едър и висок мъж, повече от метър и осемдесет. Има червендалесто и грубо лице. Избухлив и темпераментен мъж с добро, но наивно сърце. Духовит и забавен. Подобно на своя приятел доктор Ливси, притежава силно чувство за справедливост и ненавижда престъпниците. Главният недостатък му е, че прекалено разговорлив и не може да пази тайна. Отначало не се погажда особено добре с капитан Смолет.
- Александър Смолет (Alexander Smollett) – главен капитан на кораба „Испаньола“, нает от скуайъра. След разкриването на бунтовниците става водач на малката група честни авантюристи. Смолет е строг и намусен мъж, който отначало не се харесва на никого. Професионалист в работата, който стриктно спазва всяко правило и не понася неподчинението. Не харесва особено Джим заради непослушанието му. Самомнителен и подозрителен – пръв изказва предположение, че Силвър и хората са му ненадеждни. Не одобрява прекалената наивност на скуайър Трелони.
- Бенджамин „Бен“ Гън (Benjamin „Ben“ Gunn) – бивш член от екипажа на Флинт, който бил изоставен от съратниците си на Острова на съкровищата, заради неистовото си желание да намери съкровището. Прекарва три години на безлюдния остров, през което време успява да намери пиратското имане без карта. Най-много му липсва от цивилизования свят сиренето. Джим го намира за стряскащ, но в същото време и насмешлив с налудничавото му държание и раздърпани дрехи. Гън съжалява дълбоко за предишния си живот.
- Ейбрахам Грей (Abraham Gray) – дърводелец чирак, част от екипажа на „Испаньола“. В последния момент се отказва да се присъедини към бунтовниците.
- Том Редрут (Tom Redruth) – горски пазач и верен слуга на скуайъра, който отговаря за имението му. Придружава Трелони в пътуването. Редруг е възрастен мълчалив англичанин. Убит е, когато хората на Смолет се нанасят в укреплението.
- Джон Хантър (John Hunter)– прислужник на скуайъра, който участва в пътуването. Убит по време на нападението на пиратите върху укреплението.
- Ричард Джойс (Richard Joyce) – друг слуга на скуайъра, който взима участие в пътешествието. Убит по време на пиратското нападение.
- Том и Алън (Tom and Alan) – честни моряци, които заплащат с живота си заради това. Убити са от бунтовниците, след като слизат на острова с тях.

### Отрицателни персонажи
- Дългият Джон Силвър (Long John Silver) – корабен готвач и главатар на стария екипаж на Флинт. Много висок и едър с месесто и грозновато лице, което винаги е усмихнато. Левият му крак е отрязан чак до бедрото, така че се придвижва умело и пъргаво с патерица. Притежава говорещ папагал, бълващ псувни, кръстен на стария Флинт. Силвър е общителен и забавен човек, чиято фигура пленява хората, включително и Хокинс. Зад приятната му външност обаче се крие кръвожаден и жесток пират. Двуличен и изключително хитър, готов да заблуди и най-подготвения. Целият екипаж на Флинт, включително и предводителя, се е страхувал от Джон.
- Били Боунс (Billy Bones)– стар моряк, първи помощник на легендарния капитан Флинт и единственият, който знае мястото на заровеното съкровище. Боунс е едър и тромав мъж с грубовато държание. Необщителен и намръщен човек, пристрастен към рома. Пиян, става нахален и раздразнителен, често стигащ до физическа саморазправа. Предизвиква страх в околните. Хокинс също се плаши от капитана, но страхът му е примесен с някаква симпатия. Най-големият ужас на Боунс е еднокракият моряк – Дългия Джон Силвър.
- Флинт (Flint) – легендарен пиратски главатар и капитан на кораба „Уолръс“. В романа само името му се споменава, което всява ужас у всички, а Флинт е изпитвал голям страх и гордост към Джон Силвър, който е служил като старши кормчия на кораба му. Капитанът обаче споделя тайната за местонахождението на съкровището си единствено на своя помощник капитан Били Боунз. Старият Флинт умира от алкохолно отравяне с ром в Савана.
- Израел Хендз (Israel Hands) – кормчия на кораба „Испаньола“ и стар другар на Силвър. Борави добре с корабното оръдие и ножа. Жесток и прибързан към враговете си. Убива О'Брайън в пиянска свада. Хендз е лукав и двуличен моряк, който намира смъртта си от ръцете на Джим при опит да заколи момчето.
- Слепият Пю (Blind Pew) – сляп и гърбав просяк, който се занимава с грабежи и убийства. Зъл и жилав старец, от който мнозина се боят. Бивш член на пиратите на Флинт. След пиратския живот, натрупал огромно богатство, което профуква до просяшка тояга. Намира смъртта си под копитата на конски отряд.
- Черното куче (Black Dog) – бивш член на екипажа на Флинт и после част от свитата на Пю. Неприятен и лукав главорез с восъчнобял тен и с липсващи два пръста на лявата ръка. Джим не го оприличава като моряк.
- Джордж Мери (George Merry) – висок пират на около 35 г. със зло излъчване и жълтеникави очи. Опълчва се на авторитета на своя главатар Джон Силвър и повежда бунт срещу него. Има претенциите да е следващият капитан.
- Том Морган (Tom Morgan) – стар пират, част от бившия екипаж на Флинт. Дълбоко суеверен. Опитва се да остане верен на Силвър, дори когато другите моряци въстават срещу него. Изоставен на острова.
- Дик Джонсън (Dick Johnson) – най-младият моряк от екипажа на „Испаньола“. Присъединява се към пиратите, привлечен от сладките приказки на Джон Силвър. По-късно рискува страница от Библията си, за да направят черния знак. Изоставен е на острова.
- Джоб Андерсън (Job Anderson) – боцман, който след смъртта на г-н Ероу служи и като помощник-капитан. Вероятно част от екипажа на Флинт. Опитва се да убие Хокинс по време на нападението.
- О'Брайън (O'Brien) – млад ирландец, убит от Израил Хендз в пиянска свада. Носи червена нощна шапка, за да прикрива плешивината си.
- Джон (John) – бунтовник, контузен при нападението на укреплението. Намира смъртта си от пушка, при залавянето на пиратите, когато дирят съкровището.
- Алърдайс (Allardyce) – един от шестимата пирати, избити от Флинт, след като заварят съкровището му. Скелетът му служи за пътепоказател към имането.

### Други герои
- Г-н Ароу (Mr. Arrow) – помощник-капитан на „Испаньола“, пристрастен към алкохола, за което не е особено харесва от капитан Смолет. Изчезва безследно по време на пътуването. Описан е мургав стар моря с обеца на ухото и кривоглед.
- Г-н и Г-жа Хокинс (Mr. and Mrs. Hawkins) – семейството на Джим Хокинс. Майката е описана лукава, но справедлива, а бащата умира в началото на романа.
- Г-н Данс (Mr. Dance) – митничарски началник и водач на конния отряд, който спасява Хокинс и майка му от шайката на Пю.
- Догър (Dogger) – един от хората на г-н Данс, който закарва Джим с коня си в селото.

## Екранизации
Произведението на Стивънсън е едно от една от най-екранизираните творби в киното. Книгата има повече от 50 кино- и телевизионни продукта, вдъхновени или адаптирани по нея.

### Кинофилми и видео
- „Историята на Островът на съкровищата“ (1909) – първият филм по книгата, направен в Съединените щати от режисьора Дж. Стюард Блектън за студио „Витаграф“. Изгубен.
- „Островът на съкровищата“ (1912) – американски филм, направен за компанията „Едисън“. Изгубен.
- „Островът на съкровищата“ (1918) – американски филм, направен за филмовата компания „Фокс Филм Корпърейшън“. Лентата е режисирана и продуцирана от братята режисьори С.А. Франклин и Ч.М Франклин. Изгубен.
- „Островът на съкровищата“ (1920) – американски филм режисиран от френския режисьор Морис Турне за „Парамаунт Пикчърс“. В лентата участват известните актьори Лон Чани и Шърли Мейсън. Изгубен.
- „Островът на съкровищата на Полковник Хийза Лъжеца“ (1922) – първият анимационен филм по книгата и единствената запазена няма лента по произведението. Част от късометражните неми анимации „Полковник Хийза Лъжеца“.
- „Островът на съкровищата“ (1934) – американски филм, режисиран от Виктор Флеминг с участието на Джаки Купър и Уолъс Биъри. Продукция на филмовата компания MGM и първата звукова лента по романа.
- „Островът на съкровищата“ (1934) – късометражен британски анимационен филм, режисиран от Браян Уайт за компанията „Raycol Films“.
- „Островът на съкровищата“ (1934) – първата съветска лента, вдъхновена от британското произведение. Филмът донякъде се придържа до оригинала заради комунистическата пропаганда. Участва известният съветски актьор Николай Черкасов.
- „Островът на съкровищата“ (1950) – филм на американската компания „Уолт Дисни“, режисиран от Байрън Хескин и с участието на Боби Дрискоу и Робърт Нютън. Първата цветна лента по романа. Дисни правят продължение през 1954 г., озаглавено „Дългия Джон Силвър“.
- „Островът на съкровищата“ (1971) – втора съветска адаптация – мюзикъл. Лентата е режисирана от Евгений Фридман с участието на актьора Борис Андреев. Продукция на „Киностудия М. Горки“.
- „Островът на съкровищата с животни“ (1971) – пълнометражен аниме филм, режисиран от японския режисьор Хироши Икеда. Всички персонажите са подложени на анимизъм. В производството участва и известният японски аниматор Хаяо Миядзаки.
- „Островът на съкровищата“ (1972) – пълнометражен игрален филм, реализиран на седем езици. В лентата участва известният британски актьор Орсън Уелс в ролята на Дългия Джон Силвър.
- „Планетата на съкровищата“ (1982) – първия пълнометражен български анимационен филм, създаден от българския аниматор Румен Петков, който в последствия работи в Америка. Сюжетът е пренесен в бъдещето като приказна фантазия.
- „Островът на съкровищата“ (1985) – чилийско-френска адаптация, режисирана от Раул Руиз с участието на американския актьор Вик Тайбек.
- „Островът на съкровищата“ (1987) – австралийска анимационна новела, създадена от студио „Burbank Films“, което се занимава с адаптация на известни литературни произведения.
- „Островът на съкровищата“ (1988) – популярен съветски анимационен филм в две части, комбиниращ анимация с игрална част. Лентата е носител на няколко престижни награди и високо оценена от критиката.
- „Мъпетският остров на съкровищата“ (1996) – втора продукция на Дисни, режисирана от Браян Хенсън с участието на известните кукли Мъпетите. Лентата съдържа музикални и комедийни елементи. Участват редица известни актьори като Тим Къри, Били Конъли, Кевин Бишъп и др.
- „Островът на съкровищата“ (1996) – американски анимационен филм, реализиран от студио „Golden Films“, част от серията „Enchanted Tales“ предназначена за домашно видео разпространение.
- „Островът на съкровищата“ (1999) – американски игрален филм, режисиран от Питър Роу с участието на Джак Палънс и Кевин Зигърс. Продукцията е пусната директно на видео.
- „Планетата на съкровищата“ (2002) – трета адаптация на Дисни по книгата. Действието е пренесено в бъдещето, където съществува пътуване между планетите и роботи. Озвучаван от актьорите Джоузеф Гордън-Левит, Мартин Шорт и Ема Томпсън.
- „Пиратите от Островът на съкровищата“ (2006) – филм на продуцентската компания „The Asylum“, предназначен директно за видео разпространение. Лентата е повлияна от известната филмова поредица на Дисни „Карибски пирати“.
- „Островът на съкровищата“ (2007) – немска продукция в две части, общо с дължина 3 часа. Във филмът участват Франсоа Госке, Даян Уилямс, Тобаяс Морети и Кристиан Редъл.

### Телевизионни продукти
- „Островът на съкровищата“ (1951) – първият сериал на Би Би Си, състоящ се от осем епизода. В актьорския състав могат да бъдат видени Джон Куайли и Бернард Майлс.
- „Приключенията на Дългия Джон Силвър“ (1954) – едносезонен американски сериал от 26 серии, направен през 1954 г., но показан по телевизиите две години по-късно, след смъртта на Робърт Нютън през 1956 г. – актьорът в ролята на Джон Силвър.
- „Островът на съкровищата“ (1957) – втора продукция на Би Би Си по произведението на Стивън. Бернард Майлс повтаря ролята си на Джон Силвър.
- „Островът на съкровищата“ (1977) – мини сериал на Би Би Си, състоящ се от четири серии. Сюжетът се придържа стриктно към първоизточника. В продукцията участват Алфред Бърк, Ашли Найт и Антъни Байт.
- „Островът на съкровищата“ (1978) – японски аниме сериал, излъчван от 1978 до 1979 г. 26 епизода по 23 минути. В средата на 80-те продуктът е пуснат и в други страни.
- „Завръщане към Островът на съкровищата“ (1986) – британски сериал от един сезон с десет серии. Действието се развива десет години по-късно, когато възрастният Джим Хокинс отново се среща с Дългия Джон Силвър.
- „Островът на съкровищата в космоса“ (1987) – пет сериен телевизионен продукт, копродукция на Италия, Франция и Западна Германия. Действието на сериала се развива в бъдещето – 2300 г. Участват актьорите Антъни Куин, Ърнес Боргнайн и Дейвид Уарбек.
- „Островът на съкровищата“ (1990) – бритаско-американски телевизионен пълнометражен филм, режисиран и написан от Фрейзър Кларк Хенсън и с участието на известните актьори Оливър Рийд, Крисчън Бейл, Кристофър Ли и бащата на режисьора Чарлтън Хенстън.
- „Легендата за Островът на съкровищата“ (1993) – британски анимационен сериал, излъчван от 1993 до 1995 по „ITV Network“. Два сезона, всеки от тях с по 13 епизода. Времетраене на серията – 22 минути.
- „Островът на съкровищата“ (1995) – телевизионен филм с режисьор Кен Ръсел. Ролята на Джон Силвър е изпълнявана от жена – съпругата на режисьора Хети Бейнес.
- „Островът на съкровищата“ (2012) – мини сериал от две части, излъчен за първи път по британския канал „Sky 1“. Продукцията е с участието на актьорите Еди Изард, Илайджа Ууд и Дейвид Хеърууд.
- „Черни платна“ (2014) – американски сериал разказващ за събитията преди книгата. Започва излъчване по канал „Starz“ през 2014 г. Започва стартира трети сезон. Продуктът е създаден от Джонатан Стейнберг и Робърт Ливайн. Част от продуцентите е Майкъл Бей.

## Театър
- През 2007 г. е направена адаптация от Кин Лудвиг. Пиесата е представена месец май в Alley Theatre в Хюстън, Тексас, под режисурата на Грегъри Бойд. За дизайна на представлението отговарят Юджин Ли и Констанс Хофман.[2] След успеха си в Лондон пиесата е поставяна и в България в „Младежки театър“. Режисьор на представлението е Петър Кауков.[3]
- Нова театрална версия на романа е направена 2014 г. от драматурга Бриони Лявери. Пиесата е поставена декември на сцената на „Кралският национален театър“, Лондон, с режисьор Поли Финдли. Представлението е играно до април 2015 г. В тази адаптация Джим е момиче.[4]